# Заульгруб
Заульгруб (нім. Saulgrub) — громада в Німеччині, розташована в землі Баварія. Підпорядковується адміністративному округу Верхня Баварія. Входить до складу району Гарміш-Партенкірхен. Центр об'єднання громад Заульгруб.
Площа — 35,49 км2. Населення становить 1673 ос. (станом на 31 грудня 2020).

## Галерея

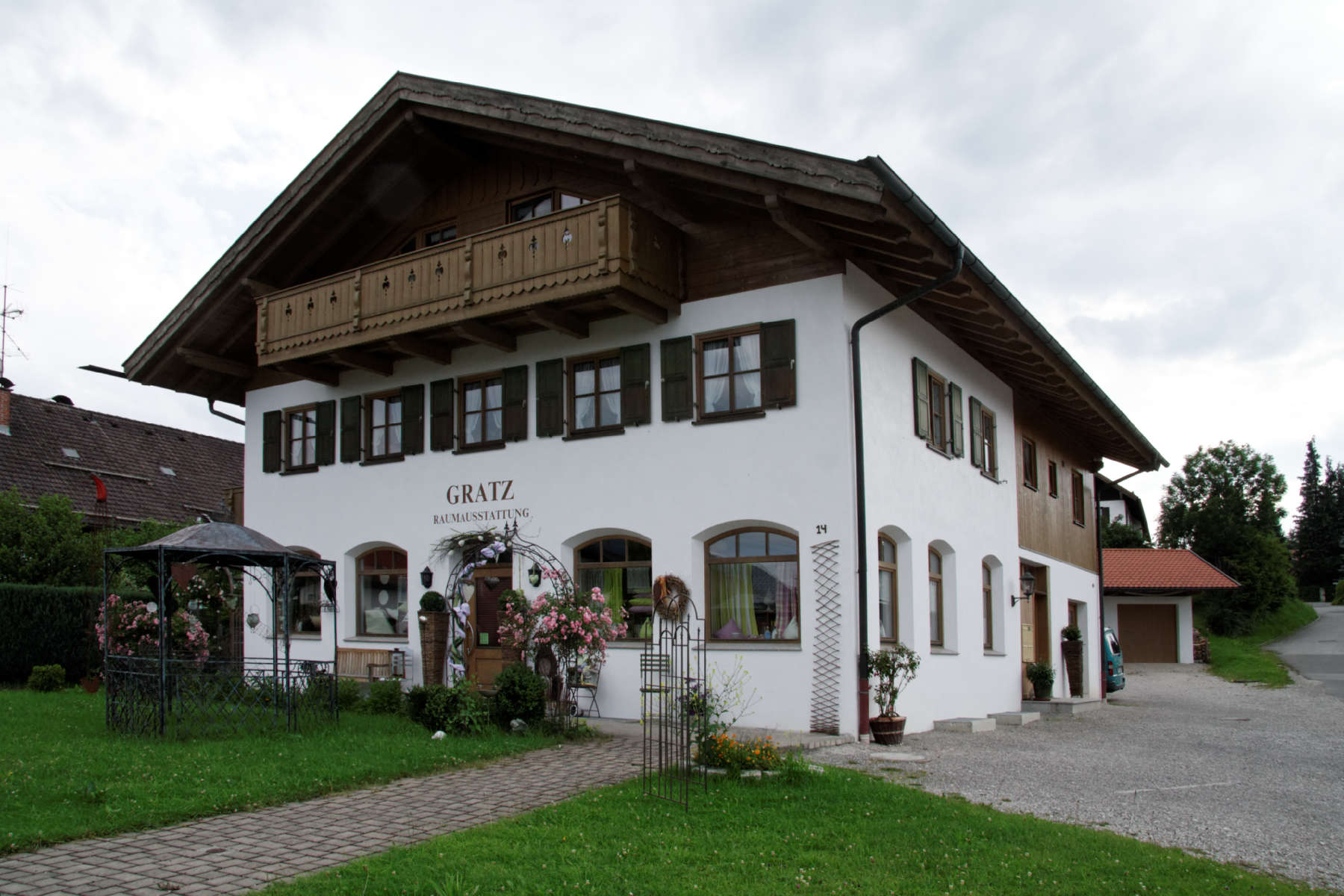
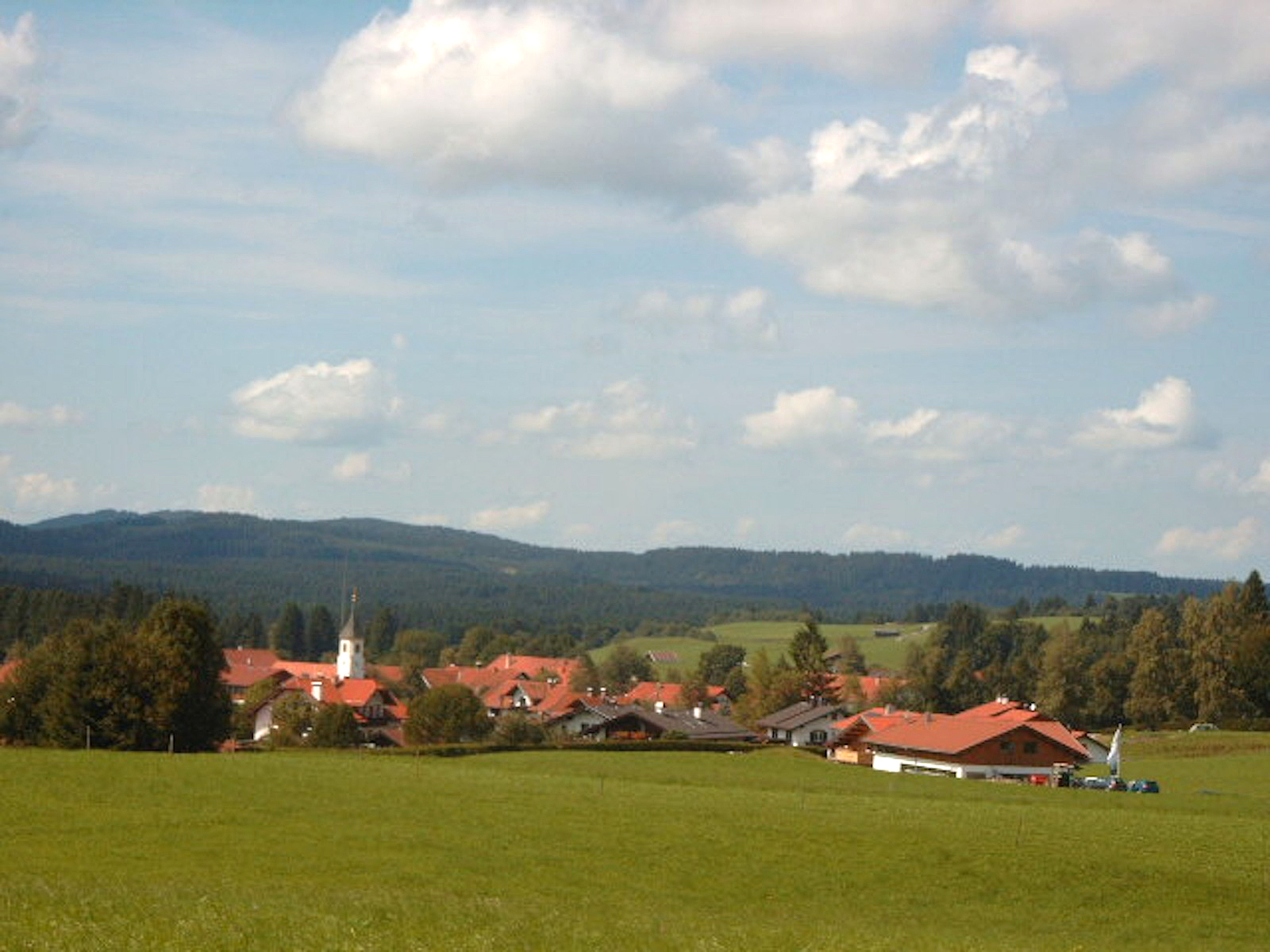
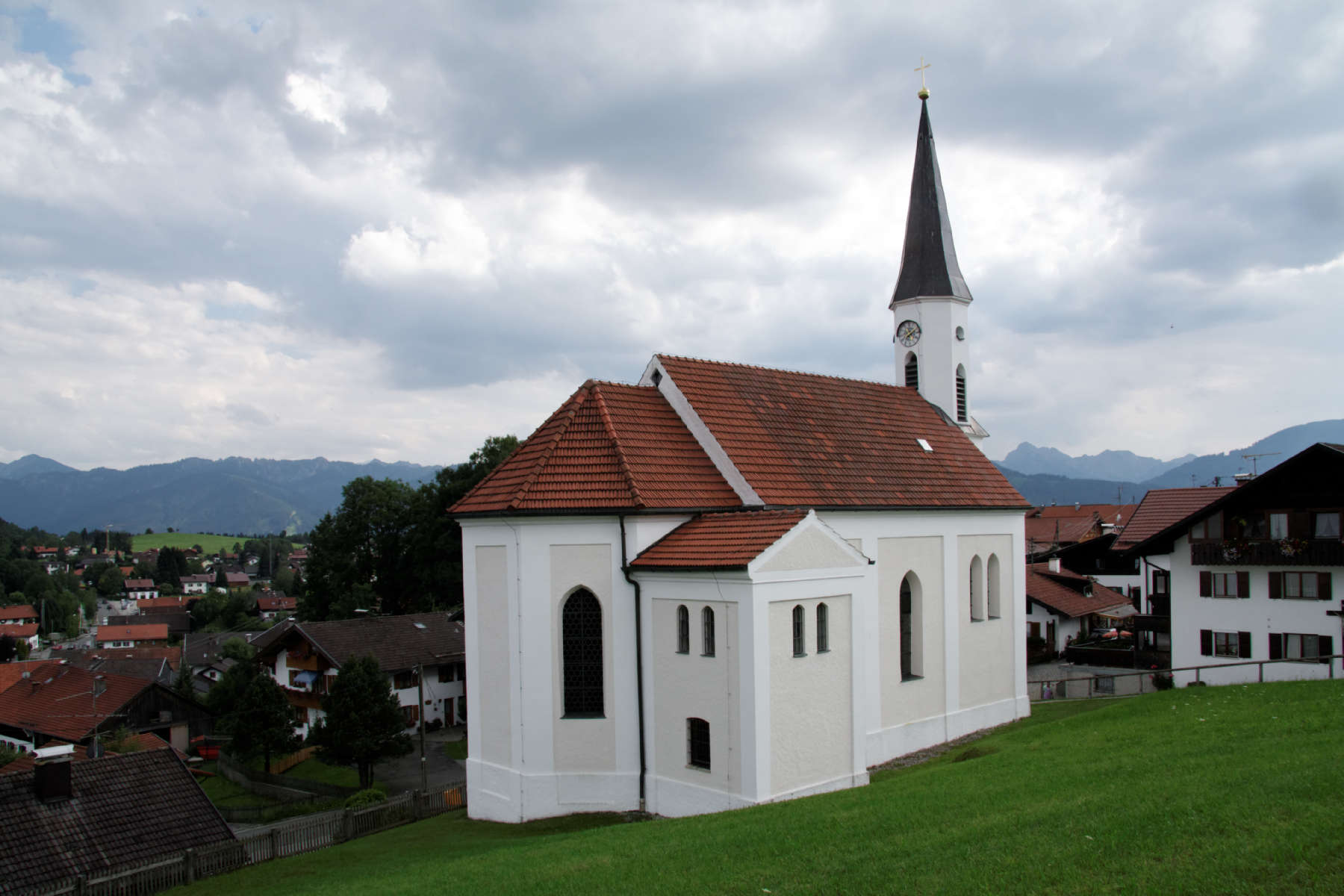
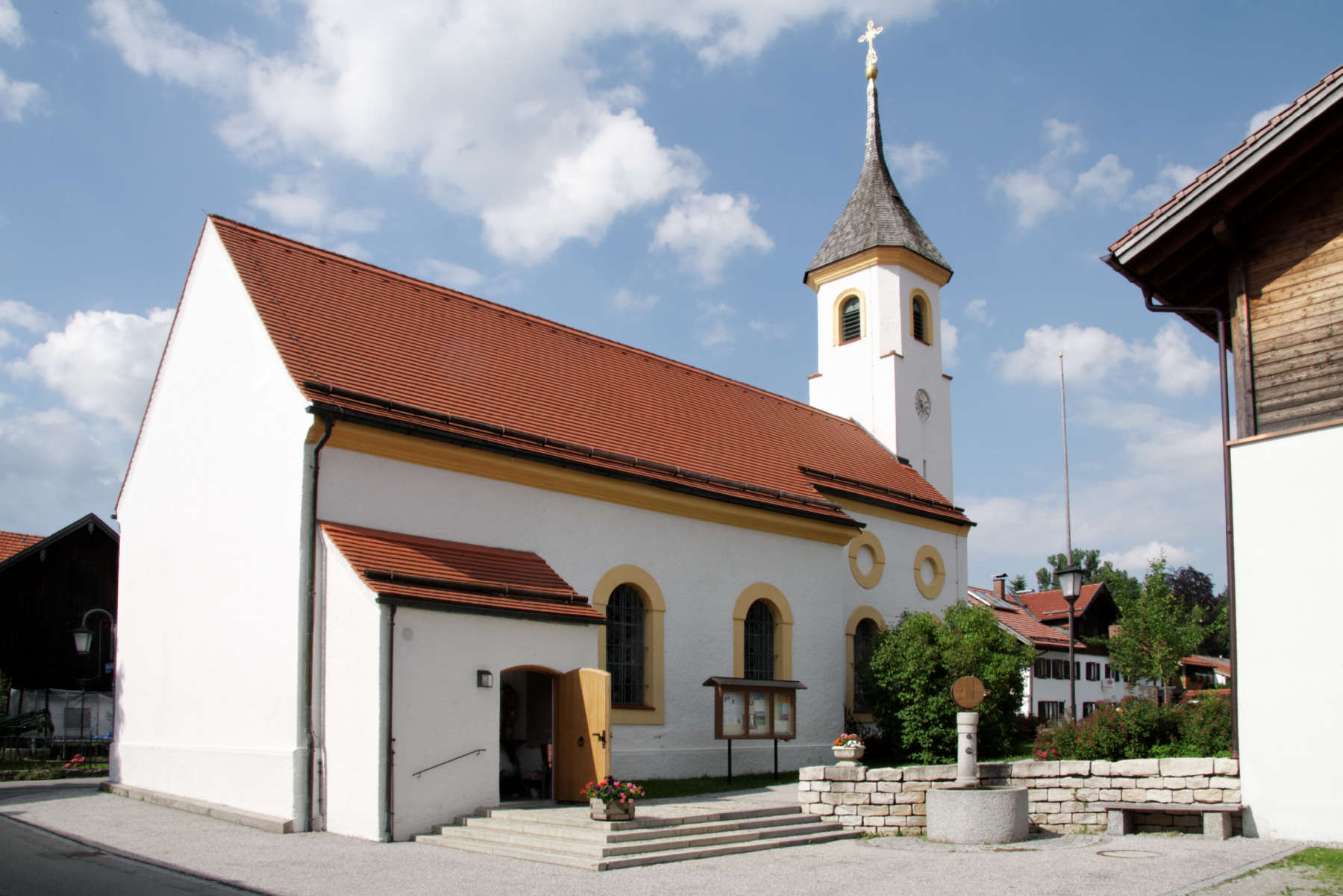
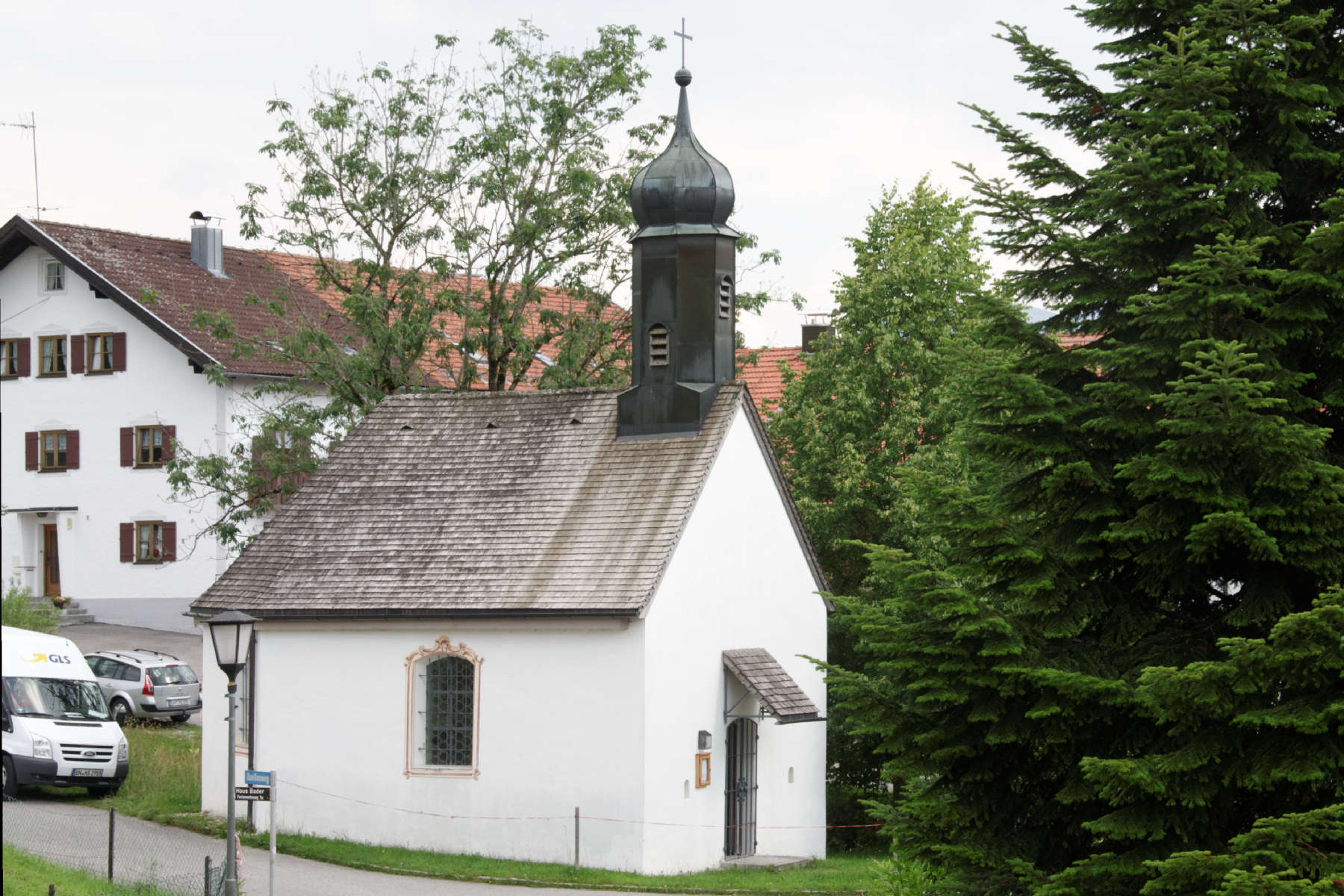